# File Service Protocol
Il File Service Protocol (FSP) è un protocollo di trasferimento file tra client e server simile al File Transfer Protocol, ma basato su UDP invece che su TCP. Questo protocollo è stato studiato in modo da essere robusto, affidabile, anonimo, ed a basso impiego di risorse. FSP risolve i problemi lato server connessi con la necessità di mantenere processi separati per ciascun client, ed essendo basato su UDP, dove non vi è certezza del delivery dei dati, il ripristino di trasferimenti interrotti viene gestito con estrema semplicità.

## Storia
FSP nasce nel 1991, con l'intento di affiancarsi ad FTP per superarne i limiti e rendere fruibili contenuti anche in presenza di reti particolarmente inaffidabili. Il sistema ebbe un discreto successo agli inizi degli anni novanta, quando il protocollo fu il preferito dai gestori di siti warez o pornografici. Il server era difficilmente tracciabile da un amministratore di sistema, in quanto impiegava un unico processo nella macchina che lo ospitava, ed il traffico dati, essendo basato su UDP e quindi senza connessione, poteva essere rilevato da un amministratore di rete solo qualora lo si cercasse esplicitamente.
In quell'epoca sorse anche una mailing list dedicata, ed un newsgroup apposito.
Probabilmente il fatto che il protocollo non sia stato supportato dai web browser, e che gli account basati su shell venissero impiegati sempre meno, ha provocato il lento declino dell'uso di FSP. La veloce evoluzione di quegli anni spinse inoltre i gestori di siti warez a muoversi verso FXP, mentre la pornografia uscì dall'ombra palesandosi nei siti web.
Dopo un oblio di parecchi anni, nel 2005 il protocollo è stato ripreso in mano e migliorato, soprattutto sotto il profilo della sicurezza. Attualmente il progetto è stato portato su Sourceforge e dispone di numerosi client e server per varie piattaforme.

## Protocollo
Lo IANA non ha mai riconosciuto il protocollo, e non sono mai state pubblicate RFC su FSP, nonostante vi fossero stati alcuni tentativi a metà degli anni '90, quando il protocollo era sufficientemente maturo da poter essere ufficializzato. Ad ogni modo, dato che il protocollo venne considerato la controparte UDP di FTP, gli venne ufficiosamente assegnata la stessa porta, la 21. Un'altra porta frequentemente utilizzata è stata la 2121.